# Parafia Najświętszego Serca Pana Jezusa w Chwalimierzu
Parafia Najświętszego Serca Pana Jezusa w Chwalimierzu – znajduje się w dekanacie Środa Śląska  w archidiecezji wrocławskiej. Erygowana w 1993 roku. Od 1 lipca 2019 do parafii dołączono parafię w Krynicznie.
Obsługiwana przez księży archidiecezjalnych.

## Parafialne księgi metrykalne
| Księgi metrykalne | Okres ewidencji |
| ----------------- | --------------- |
| chrztów           | 1993 -          |
| ślubów            | 1993 -          |
| zgonów            | 1993 -          |